# Hans-Peter Schuster
Hans-Peter Schuster (* 17. Juli 1937 in Frankfurt am Main) ist ein deutscher Internist und Hochschullehrer.

## Leben und Wirken
Hans-Peter Schuster legte 1957 das Abitur ab. Anschließend diente er zwischen 1957 und 1958; er erfüllte seine Wehrpflicht. Danach studierte er zwischen 1958 und 1959 an der Johann Wolfgang Goethe-Universität Frankfurt am Main Philosophie. Von 1959 bis 1965 studierte er Medizin in Thüringen, Wien und in Marburg. Am 8. Februar 1965 legte er sein Staatsexamen an der Philipps-Universität Marburg ab. Zwischen 1965 und 1967 war er Medizinalassistent, bis er am 30. April 1967 seine Approbation erhielt. 1968 promovierte er an der Johannes Gutenberg-Universität Mainz zum Doktor der Medizin. Seine Dissertation schrieb er über die Untersuchungen zur Nierenfunktion unter osmotischer Diurese bei Herz-Kreislaufgesunden und bei herzinsuffizienten Patienten.
Unter Paul Schölmerich war er an der 2. Medizinischen Klinik und Poliklinik der Universität Mainz wissenschaftlicher Assistent. Diese Stelle hatte er zwischen 1969 und 1973 inne.
1971 erhielt er ein Forschungsstipendium von der Deutschen Forschungsgemeinschaft am Department of Physiology der Wayne State University. Dieses Stipendium dauerte bis 1972 an. Seine Professoren waren Werner Seeger und Eberhard F. Mammen.
Am 3. November 1973 wurde er als Facharzt für Innere Medizin anerkannt. 1974 wurde er durch die Johannes-Gutenberg-Universität in Mainz habilitiert. Seine Habilitationsschrift hatte die Untersuchungen zur Pathogenese des akuten Nierenversagens nach Schock unter Berücksichtigung der dissiminierten intravasalen Gerinnung zum Thema. Zwei Jahre später wurde er Professor an der Universität Mainz.
Ab dem Jahr 1975 war er Oberarzt, unter Paul Schölmerich, an der 2. Medizinischen Klinik und Poliklinik. 1978 wurde er dann erster Oberarzt und Stellvertreter des Klinikleiters. Nachdem Schölmerich 1981 emeritiert wurde, übernahm Schuster die Leitung der Klinik. Diesen Posten bekleidete er bis 1982; dann wurde er wieder erster Oberarzt und Stellvertreter des Klinikleiters, weil J. Meyer zum Klinikleiter berufen wurde.
Am 2. Juni 1981 wurde er Facharzt für Kardiologie und am 2. Februar Facharzt für Nephrologie.
Am 1. September 1983 wurde er Chefarzt an der Medizinischen Klinik I am Städtischen Krankenhaus in Hildesheim. Das Krankenhaus dient auch als Lehrkrankenhaus für die Medizinische Hochschule Hannover. Den Posten des Chefarztes bekleidete er bis zum 31. Juli 2002.
1986 wurde er außerplanmäßiger Professor für Medizin an der Medizinischen Hochschule Hannover.
1990 erhielt er das European Diploma in Intensive Care Medicine.

## Schuster als Herausgeber
Schuster war Herausgeber der Fachzeitschrift Der Internist und dort für die Rubrik „Weiterbildung“ verantwortlich. Zudem war er zwischen 1985 und 2009 an der Zeitschrift Intensivmedizin und Notfallmedizin beteiligt. Von 1996 bis 2009 war er koordinierender Herausgeber. Außerdem war er Beirat der Zeitschriften Intensive care medicine, Der Anaesthesist, Hämostaseologie, Infusionstherapie und klinische Ernährung und der Klinischen Wochenzeitschrift.

## Mitgliedschaften

### Ehrenmitgliedschaften
Schuster ist seit 2004 Ehrenmitglied der Deutschen Gesellschaft für Internistische Intensivmedizin und Notfallmedizin und seit 2005 Ehrenmitglied der Österreichischen Gesellschaft für Allgemeine und Internistische Intensivmedizin und Notfallmedizin.

### Mitgliedschaft in wissenschaftlichen Fachgesellschaften
Seit der Gründung der Deutschen Interdisziplinären Vereinigung für Intensiv- und Notfallmedizin 1977 war Schuster Mitglied des Präsidiums; aus diesem schied er 1987 aus. Von 1995 bis 2004 war er Vizepräsident dieser Vereinigung.
Nachdem die European Society of Intensive Care Medicine 1982 gegründet worden war, war er deren Vizepräsident bis 1986. Anschließend war er zwischen 1986 und 1990 Mitglied des Executive Committees.
Außerdem war Schuster ab 1986 Präsident der Deutschen Gesellschaft für Internistische Intensivmedizin. Bis 1989 übte er diese Funktion aus. Vorher war er schon zwischen 1981 und 1986 Sekretär der Gesellschaft gewesen.
Schuster war von 1992 bis 1993 auch noch Vorsitzender der Deutschen Gesellschaft für Innere Medizin. Zudem hat er einen Platz im Ausschuss der Gesellschaft. 2001 wurde er zum Generalsekretär der Deutschen Gesellschaft für Innere Medizin gewählt.
Zudem war er bis 1999 Mitglied im Gremium der World Federation of Intensive and Critical Care Medicine.
Er ist Fellow der Royal Society of Medicine und Mitglied der New York Academy of Sciences, der Deutschen Gesellschaft für Kardiologie – Herz-Kreislaufforschung, der Deutschen Gesellschaft für Ernährungsmedizin, der Schweizerischen Gesellschaft für Intensivmedizin und der Österreichischen Gesellschaft für Notfall- und Katastrophenmedizin.

## Auszeichnungen
1995 wurde Schuster die Rudolf-Frey-Medaille für seine besonderen Verdienste in der Notfallmedizin verliehen. Dazu kam 1996 die Ehrenplakette der Ärztekammer Niedersachsen. Ein Jahr später erhielt er die Goldene Ehrennadel des Deutschen Ärztekongresses. Die E. K. Frey-Medaille in Gold, die 1989 von der Bayer AG gestiftet wurde, um hervorragende Leistungen auf dem Gebiet der Intensivmedizin zu würdigen, wurde ihm 1998 verliehen. Verliehen wird die Auszeichnung durch die Deutsche Gesellschaft für Internistische Intensivmedizin und Notfallmedizin. 1999 erhielt Schuster die Ludolph-Brauer-Gedenkmedaille, die durch die Nordwestdeutsche Gesellschaft für Innere Medizin verliehen wird.

## Schriften (Auswahl)
- Untersuchungen zur Nierenfunktion unter osmotischer Diurese bei herz- und kreislaufgesunden und herzinsuffizienten Patienten. s. n., Mainz 1968, OCLC 612793371 (Mainz, Universität, Dissertation, vom 3. Februar 1968).
- Untersuchungen zur Pathogenese des akuten Nierenversagens nach Schock unter besonderer Berücksichtigung der intravasalen Gerinnung. s. n., Mainz 1974, OCLC 614444683 (Mainz, Universität, Habilitations-Schrift, 1974).
- als Hrsg.: Intensivtherapie bei Sepsis und Multiorganversagen. 2., vollkommen überarbeitete und erweiterte Auflage. Springer, Berlin / Heidelberg / New York 1996, ISBN 3-540-59361-6.
- Notfallmedizin. Symptomatologie und erste Versorgung der akut-lebensbedrohenden Zustände. 157 Tabellen. Enke, Stuttgart 1977, ISBN 3-432-89341-8 (5., überarbeitete Auflage. ebenda 1996, ISBN 3-432-89345-0).
- mit Tiberius Pop und Ludwig Sacha Weilemann: Checkliste Intensivmedizin. Einschließlich Vergiftungen. Thieme, Stuttgart u. a. 1983, ISBN 3-13-636801-0 (3., überarbeitete und erweiterte Auflage. ebenda 1988; in englischer Sprache: Checklist intensive care medicine including poisoning. Thieme u. a., Stuttgart u. a. 1990, ISBN 3-13-724901-5; in ungarischer Sprache: Intenzív terápia. Springer Hungarica, Budapest 1991, ISBN 963-7922-13-X; in portugiesischer Sprache: Rotinas em terapia intensiva – incluindo intoxicações (= Manual Médico de Bolso. 12). Revinter, Rio de Janeiro 1994, ISBN 85-7309-020-0; in polnischer Sprache: Kompendium intensywnej opieki medycznej łącznie z zatruciami. Wydawnictwo Lekarskie PZWL, Warschau 1994, ISBN 83-200-1805-6).